# Li Shufu
Li Shufu (李书福, pinyin: Lǐ Shūfú), född 25 juni 1963 i Taizhou i Zhejiangprovinsen i Kina, är en kinesisk industrialist och företagare.

## Karriär
Li Shufu är huvudägare och styrelseordförande i Zhejiang Geely-koncernen, Kinas första privata biltillverkare, samt styrelseordförande för svenska Volvo Personvagnar sedan 2010. Han är också ledamot i Kinesiska folkets politiskt rådgivande konferens. Ledarkarriären började 1986 då han blev chef för en fabrik som tillverkade kylskåpsdelar. 1995 blev han ordförande i Zhejiang Geely Holding Group och har varit det sedan dess.

## Förmögenhet
Den amerikanska ekonomitidskriften Forbes rankade Li som världens 79:e rikaste med en förmögenhet på 23,7 miljarder amerikanska dollar för den 26 oktober 2021.
Li Shufu har stora tillgångar i skatteparadis, på Caymanöarna och brittiska Jungfruöarna.